# 虎林市
虎林市是黑龙江省鸡西市下辖的一个县级市。因源于境内的七虎林河而得名。市人民政府驻虎林镇解放街1号。

## 历史
清宣统元年（1909年）六月二十日，吉林巡抚陈昭常奏请“密山府属呢吗口地方，设一分防同知”，此即呢吗厅，七月初二奉朱批批准，因厅同知未派，仍由呢吗口一带税务局兼交涉办理厅务。属吉林行省东北路道密山府。共有人口900人。宣统二年（1910年），因沿用呢吗口旧称与俄伊曼难分，而呢吗厅又在七虎林河之南，为“符名实，而垂久远”，陈昭常又于宣统二年（1910年）三月九日，奏请将呢吗厅改名为虎林厅，四月十八日奉旨批准。
民国二年（1913年）5月，改虎林厅为虎林县。
1958年11月20日，虎林、饶河全县，宝清、密山部分，铁道兵农垦局（后改牡丹江农垦局），合并为虎饶县。1964年6月5日，撤消虎饶县，恢复虎林县、饶河县。1996年10月，撤消虎林县，改为虎林市。

## 人口
根据第七次人口普查数据，截至2020年11月1日零时，虎林市常住人口为267870人。

## 行政区划
下辖7个镇、4个乡。6个农场、两个林业局：
虎林镇、东方红镇、迎春镇、虎头镇、杨岗镇、东诚镇、宝东镇、新乐乡、伟光乡、珍宝岛乡、阿北乡、东方红林业局、迎春林业局、八五〇农场、八五四农场、八五六农场、八五八农场、庆丰农场和云山农场。

## 交通
- 331国道过境。

## 旅游
- 珍宝岛湿地，东方红湿地。
- 珍宝岛：因1969年3月2日和1969年3月15日与苏联在此发生边境冲突的珍宝岛事件而闻名。

## 特产
珍宝岛大米：中国地理标志产品。